# Chambres et couloirs de la pyramide de Khéops
 (juin 2022).
Si vous disposez d'ouvrages ou d'articles de référence ou si vous connaissez des sites web de qualité traitant du thème abordé ici, merci de compléter l'article en donnant les références utiles à sa vérifiabilité et en les liant à la section « Notes et références ».
La distribution des chambres et couloirs de la pyramide de Khéops est, du point de vue architectural, absolument originale et innovante : la voûte en chevrons est utilisée pour la première fois et à trois reprises, et la construction de la grande galerie établit le record de la plus grande longueur de voûte en encorbellement jamais réalisée.

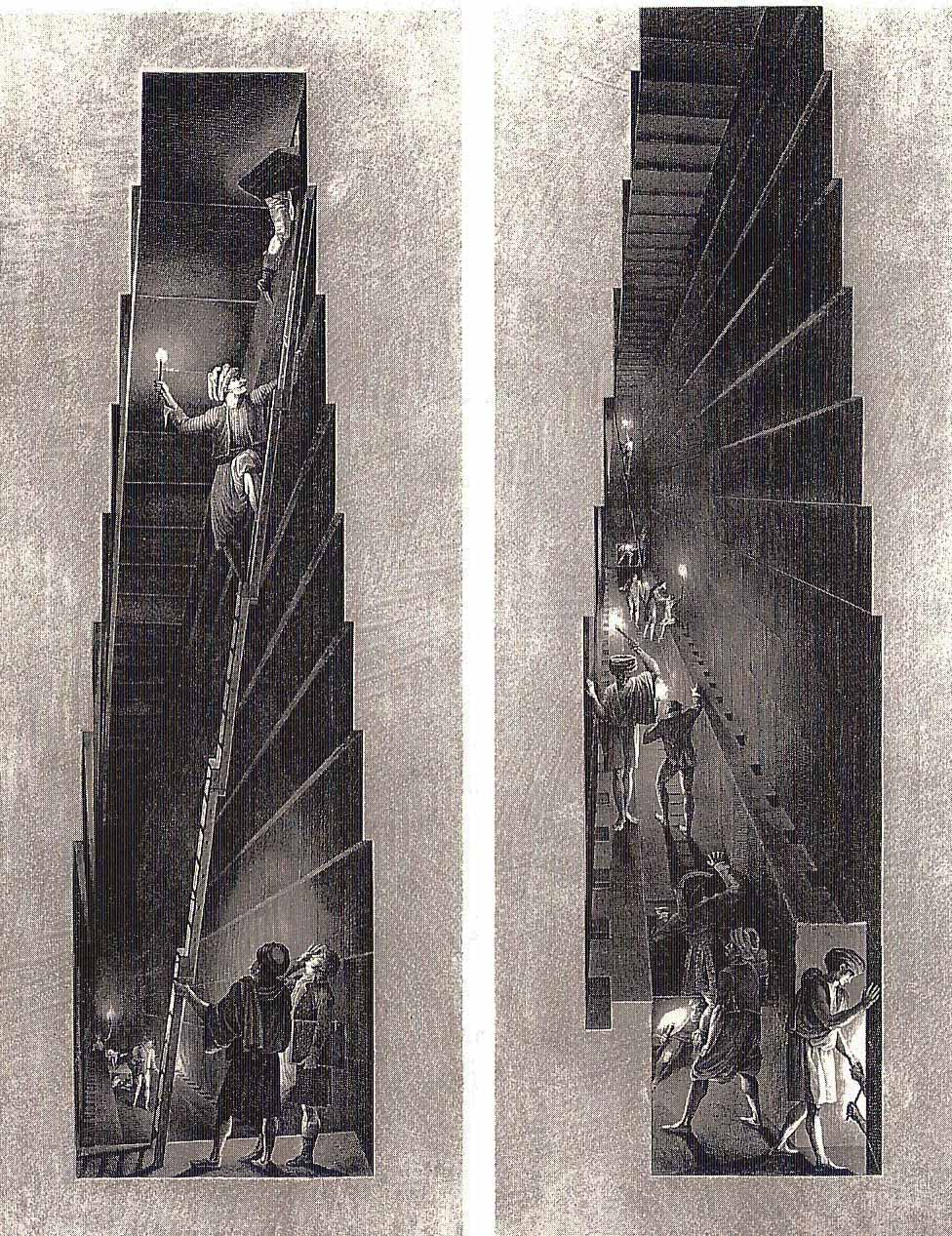
Description de l'Égypte : la grande galerie de Khéops, vers 1799.

## Trois couloirs, trois chambres
| Coupe de la pyramide | |
|                      | 1. L'entrée 2. La percée d’Al-Mamoun 3. La sape de liaison des couloirs descendant et ascendant 4. Le couloir descendant 5. La chambre souterraine inachevée 6. Le couloir ascendant 7. La chambre de la reine et les conduits de ventilation 8. Le couloir horizontal 9. La grande galerie 10. La chambre du roi 11. La chambre des herses 12. Le boyau ou puits de service |

Voici d’abord, en résumé, comment se présente la distribution interne de la pyramide :
- depuis l’entrée (1), un couloir descendant (4) de cent-cinq mètres conduit à la chambre souterraine (5) creusée dans la masse rocheuse ;
- un couloir ascendant de quarante mètres (6), s’embranchant sur le précédent par le plafond (3), aboutit, au bas de la grande galerie, à l’embranchement du couloir horizontal de trente-huit mètres (8) qui mène à la chambre de la reine (7) ;
- la grande galerie (9), longue de quarante-sept mètres, conduit à la chambre du roi (10), par l’intermédiaire de la chambre des herses (11) ;

À cela s’ajoute un très long « puits ou boyau de service » (12) de cinquante-huit mètres, très étroit, qui mène verticalement du bas de la grande galerie au bas du couloir descendant.

## Explorations et récits anciens
Il est probable que la pyramide fut visitée dès l'Ancien Empire, par des pilleurs de tombes qui forcèrent tous les accès et s’emparèrent de tout ce qui pouvait avoir une quelconque valeur. Ces premiers aventuriers ne nous ont pas laissé de récits de leurs explorations.
Ensuite, ni Hérodote (Ve siècle avant notre ère), ni Diodore de Sicile (Ier siècle avant notre ère), qui décrivent pourtant les monuments de Gizeh, ne donnent de description des aménagements intérieurs de la pyramide de Khéops, lesquels étaient probablement inaccessibles durant toute l’antiquité gréco-romaine. Le géographe Strabon, qui vivait à l’époque d’Auguste, mentionne seulement l’existence d’une porte d’entrée levante.
Plus près de nous, le baron d’Anglure, en 1395, voulut tenter l’exploration : il trouva des carriers occupés à déchausser les pierres du revêtement. Il s’approcha de l’entrée, qui avait été murée « pour ce que l’en y avoit coustume de fayre faulces monnoyes » : il se la fit ouvrir, mais renonça finalement à l’exploration des couloirs, car, nous dit-il, « c’est ung lieu molt obscur et mal flairant pour les bestes qui y habitent ». 
À partir du XVIe siècle, les récits des voyageurs se font plus nombreux : ils notent la poursuite de l’exploitation des pierres du revêtement, et certains poussent désormais la visite de la pyramide jusqu’à la chambre supérieure.

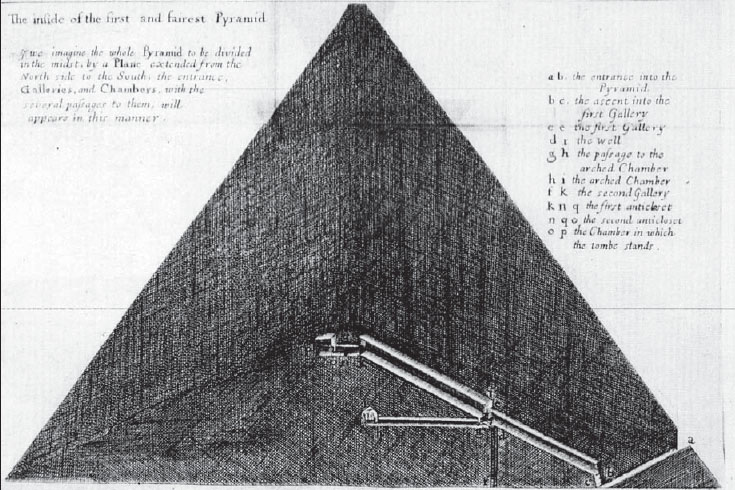
Dessin extrait de la Pyramidographia de John Greaves (1646)

La première étude scientifique substantielle de la grande pyramide et de ses aménagements intérieurs est due au professeur anglais John Greaves en 1646, qui mesura les chambres et couloirs et décrivit tout autant qu’il put, jusqu’à la chambre du roi. Des traductions françaises de cette Pyramidographie parurent en 1663 et 1696.
Benoît de Maillet, Consul de France en Égypte à la fin du XVIIe siècle, nous donne aussi un dessin presque complet de la distribution intérieure : les deux chambres du roi et de la reine, les couloirs supérieurs y sont correctement figurés, ainsi que les amorces supérieures du couloir descendant et du puits de service. Mais les parties inférieures de ces deux couloirs étant obstruées, il ne put visiter les installations souterraines. 
Les descriptions à caractère véritablement scientifique, au sens moderne, apparaissent à la fin du XVIIIe siècle, ouvrant la porte aux recherches des savants de l’Expédition d’Égypte.

## Description de la distribution intérieure

### L'entrée de la pyramide

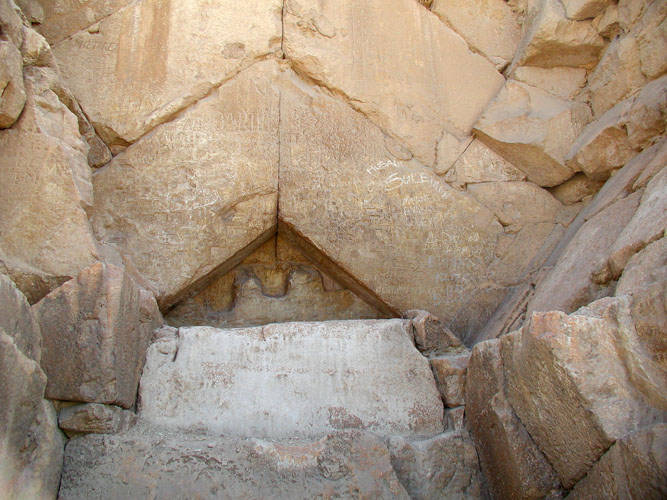
L'entrée d'origine : chevrons, linteaux

L'entrée de la pyramide présente aujourd’hui l’aspect d’une immense brèche couverte de chevrons énormes, située sur la face nord, le sol à hauteur de la  quinzième assise, culminant à hauteur de la trente-deuxième et désaxée de sept mètres vers l’est.
La pierre amovible tenant lieu de porte
Le géographe grec Strabon, qui visita l’Égypte du temps d'Auguste, mentionne l'existence d’une pierre amovible dans le parement extérieur. Cette « pierre qui peut s'enlever (λίθον ἐξαιρέσιμον), et, qui une fois enlevée, laisse voir l'entrée d'une galerie tortueuse ou syringe, aboutissant au tombeau », depuis longtemps disparue, est sans doute à rapprocher des vestiges du dispositif – gonds horizontaux, encastrement dans le plafond - visible à l’entrée nord de la pyramide de Dahchour-sud (« rhomboïdale »). Il n'en subsiste à Gizeh aucune trace, puisque de nombreuses pierres de l'entrée ont été enlevées, probablement au Moyen Âge, de toute évidence pour vérifier si cette structure gigantesque ne recelait aucun autre couloir ou cavité.
Les chevrons
Les chevrons de l’entrée, doublés en hauteur, sont les premiers connus dans l’histoire de l’architecture. Ce sont des monolithes de calcaire qui, selon toute apparence, ne jouent ici qu’un rôle de décharge, comme ceux de la chambre du roi, et non vraiment de couverture, comme ceux de la chambre de la reine. Ils sont constitués d’éléments monolithes pesant chacun une dizaine de tonnes.
Le principe de la couverture en chevrons, ayant sans doute donné satisfaction dès cette première expérience, sera repris aussitôt (si l’on admet que la construction de la pyramide s'est effectuée par couches horizontales) dans la chambre de la reine, située juste au même niveau, puis un peu plus tard dans la chambre du roi, puis dans nombre de pyramides à venir. 
Sur le bord supérieur ouest se trouve une inscription hiéroglyphique presque disparue, datant du XIXe siècle et exécutée par l'égyptologue allemand Karl Richard Lepsius en hommage au roi de Prusse Frédéric-Guillaume IV, dénommé pour l'occasion « Roi de Haute et Basse-Égypte, fils de Rê, doué de vie éternellement ».
Ensuite, et jusqu'à nos jours, on n’aura plus guère recours à cette technique de couverture titanesque. Hors d'Égypte, on en relève un autre exemple en mer Égée : le monument connu sous le nom d'« antre du Cynthe », situé au pied du mont Kynthos, sur l’île de Délos, est couvert de lourds chevrons de pierre, probablement à l'imitation des monuments égyptiens.
Les linteaux
Trois dalles successives dressées presque à la verticale forment une série de linteaux surplombant l’entrée. Ils ne mesurent pas moins de 3,70 m de large, 2,70 m de haut et 0,90 m d’épaisseur, ce qui en fait des monolithes de vingt à vingt-cinq tonnes, hissés au niveau de la quinzième assise. Tels qu’ils sont, ces linteaux paraissent très surdimensionnés pour ne protéger que l’étroit couloir descendant large de 1,05 m et haut de 1,20 m.
On peut s’étonner que les explorateurs de la pyramide s’en soient tenus là dans leurs investigations concernant l’entrée : mais c’est un fait, une fois la porte arrachée, et avec elle les premiers éléments des chevrons et les pierres de l’entrée, jamais personne n’a pu soulever ou percer ces énormes dalles verticales situées sous les chevrons, au-dessus du couloir. 

Pour l’anecdote, leur face la plus visible fut « ornée » par des membres de l’expédition d’Égypte d’une pensée (orthographe d’époque) empruntée à l’abbé Jacques Delille : 
« Leur masse indestructible / a fatigué le tems »
— Delille, Jardins, 1782.
Nous sommes redevables au même abbé Delille de mots non moins solennels et définitifs inscrits à l’entrée des catacombes de Paris.

### Tunnels forcés

#### Percée d’Al-Mamoun

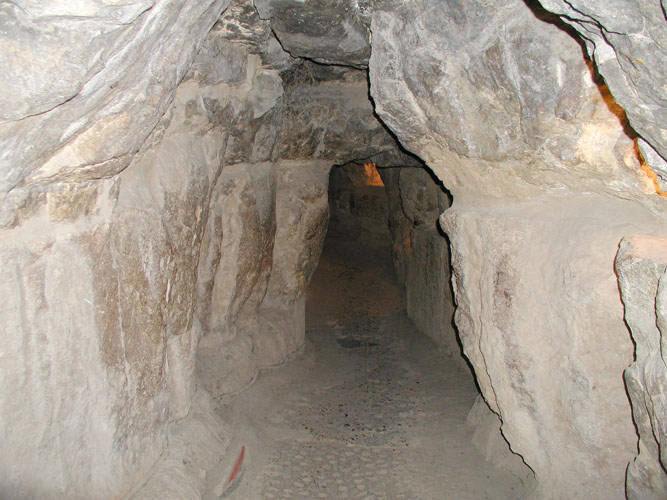
Percée d'Al-Mamoun : cheminement à travers le libage

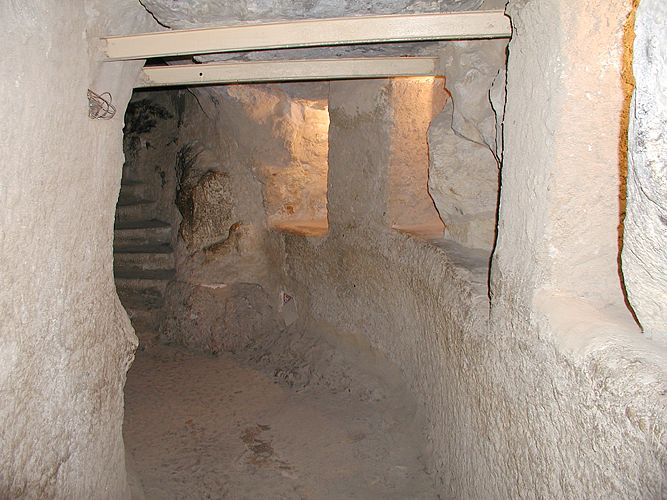
Jonction de la percée d'Al-Mamoun avec le couloir ascendant

Cette entrée secondaire est connue de tous les visiteurs actuels, puisque c’est par elle qu’on pénètre normalement de nos jours. Elle est attribuée au calife Al-Mamoun (début du IXe siècle). Cette trouée est d’un grand intérêt pour les observateurs, puisqu’elle révèle, sur plus de trente mètres, la structure interne brute de la pyramide : d’abord la maçonnerie noble, puis, en profondeur, un remplissage beaucoup plus grossier.
Depuis l’orifice, situé juste dans l’axe de la pyramide, on traverse ainsi sept couches de maçonnerie de pierres énormes appartenant aux sixième et septième assises, du type de toute la maçonnerie soignée de calcaire nummulitique visible de l’extérieur de la pyramide. Puis on atteint la zone du libage, où les blocs sont de forme moins définie, d’aspect plus ou moins ovoïde ou cyclopéen, avec des interstices pouvant atteindre dix à quinze centimètres. Le sol est aplani et le plafond lui-même apparaît assez bien horizontal. La percée se termine par un virage à gauche pour rejoindre le couloir ascendant, les hommes d'Al-Mamoun ayant sans doute bifurqué à cause de l'acoustique (peut-être après avoir entendu un bruit dû à la chute d'un gros bloc dans une cavité voisine),. La progression, entièrement à l’horizontale, est facile : on se tient debout sans difficulté et la qualité de l’air est encore très acceptable.
La percée d’Al-Mamoun est mentionnée dans la Description de l'Égypte de l’expédition de Bonaparte par le dessinateur Dominique Vivant Denon, sans l'appeler ainsi mais « couloir inachevé creusé à l'horizontale par les pillards »[réf. nécessaire]. Obstruée, elle ne débouchait plus à l’extérieur à cette époque. Son débouché intérieur sur le couloir ascendant (au niveau des blocs bouchons) a été aperçu et étudié par Denon et l'équipe des savants français après être passé par la descenderie.

#### Sape de liaison des couloirs descendant et ascendant
Pour accéder aux appartements supérieurs, ces savants empruntèrent donc forcément une très ancienne sape quasi verticale remontant probablement aux premiers pilleurs de tombes, qui relie, de manière très abrupte, le couloir descendant au couloir ascendant, en contournant les trois blocs bouchons. C’était, avant la percée d’Al-Mamoun, et durant la période de son oubli, le seul accès au couloir ascendant. 

### Conduits d’origine

#### Le couloir descendant

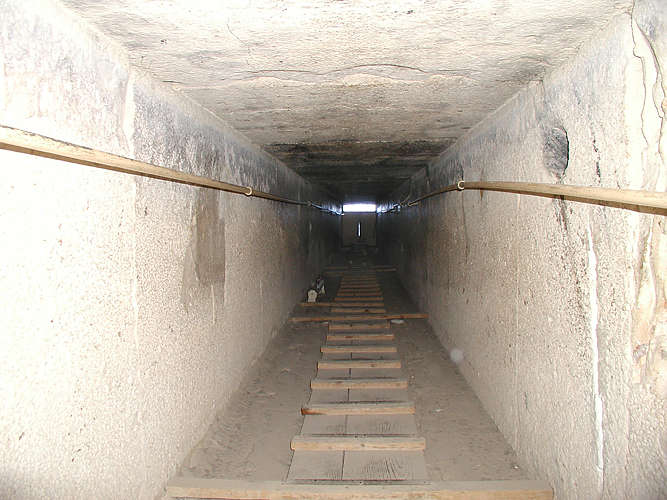
Couloir descendant : vue vers l'entrée

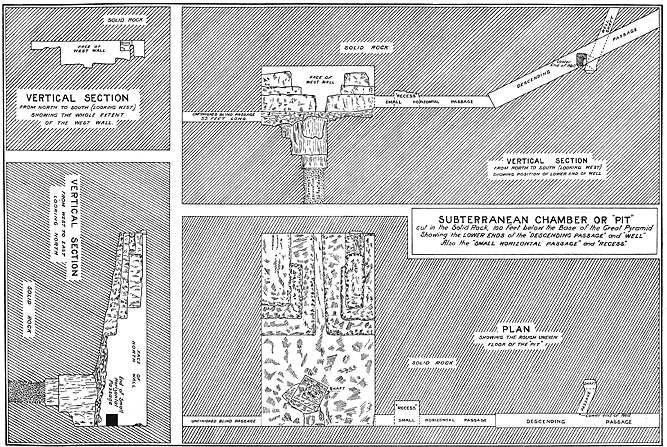
Plan de la chambre souterraine (1910)

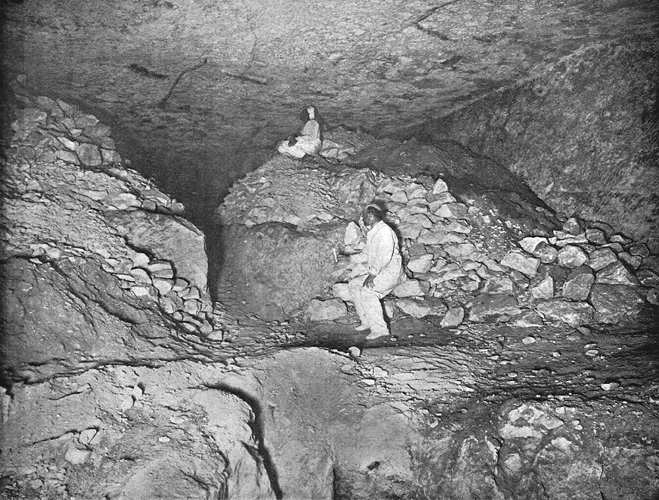
La chambre souterraine (1910)

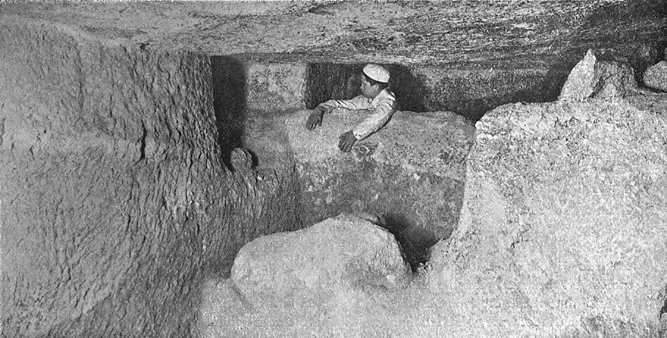
La chambre souterraine (1910)

Depuis l’entrée de la pyramide, le cheminement de 105 m ou 200 coudées, appelé « la descenderie », n’est pas particulièrement aisé, il faut parcourir un couloir d’une hauteur sous plafond de 1,205 m et de largeur 1,05 m en descente de 26° (soit une pente de 1/2) sur la quasi-totalité de la longueur. Il se divise en deux sections, « le couloir descendant », maçonné, long de 62 coudées (48 coudées de l'extérieur jusqu'à la jonction du couloir ascendant de 2 coudées de largeur, puis 12 coudées), et la « syringe », longue de 138 coudées, creusée dans le roc (8 coudées creusées depuis le socle rocheux ou pivot au-dessus du niveau zéro, puis 130 coudées depuis le niveau zéro) descendant vers le couloir nord qui mène au local souterrain.
Cheminement maçonné
À partir de l’entrée d’origine normalement au niveau du parement de la pyramide, plus loin de la grille de fermeture actuelle, la descente inclinée d'un angle de 26° 26′ 46″ ayant une pente de 50 %, commence par 25,20 m (48 coudées) de couloir descendant revêtu de toutes parts de calcaire fin blanc de Tourah. Puis, juste après l’embranchement de 1,05 m (2 coudées) du couloir ascendant (jonction par le plafond, à travers lequel on voit la face Nord la plus avancée du bloc bouchon de granite), l’ouvrage de maçonnerie continue sur 6,3 m (12 coudées) avant d'entamer la « syringe » creusée de 4,20 m (8 coudées) jusqu'au niveau zéro (pivot naturel du socle rocheux), puis 68,25 m (130 coudées) pour atteindre le couloir nord à la profondeur de 30,45 m (58 coudées).
Cheminement dans la masse rocheuse
Il laisse place à un cheminement de même section et de même pente, encore plus monotone, puisque cette fois percé tout d’un bloc à travers la masse rocheuse du plateau de Gizeh, sur une longueur de 72,45 m (138 coudées). On peut tout au plus remarquer quelques fissures dans la roche.
Après 8,925 m (17 coudées) du couloir nord horizontal du local souterrain, le visiteur, arrivé à destination, peut enfin se redresser.

#### La chambre souterraine
La chambre souterraine se présente d’emblée comme très vaste (14 × 8 m) et relativement basse (3,5 m de hauteur), mais inachevée. Elle présente l’aspect d’une carrière à l’état brut, comportant même, à partir du sol, des pans entiers non encore abattus. Selon une interprétation, cette salle représenterait l'antichambre souterraine du mastaba ou de la chambre souterraine du roi, finalement non réalisée grâce à la longévité du roi. En cas de nécessité, si le roi était mort précocement avant la construction de la chambre de la reine, ce local aurait pu être achevé en une semaine ; la chambre du roi aurait été creusée de l'autre coté du couloir sud et la pyramide serait tronquée sous forme d'un énorme mastaba.
Puits vertical
Le major-général britannique Howard Vyse, au début du XIXe siècle (en 1837), fit creuser dans le sol de la chambre inachevée un puits profond de 11,60 m juste devant le départ du couloir sud, peut-être dans l’intention de trouver la mystérieuse île souterraine évoquée par Hérodote (2, 124). Ce puits, dangereux et inutile, a été récemment partiellement rebouché en laissant une fosse entourée de garde-fou. Il reste dans la chambre trois anciens amas ou massifs datant de l'époque de la construction, contre le mur ouest. 
Prolongement horizontal en cul-de-sac
On remarque au fond du local, vers le sud, un couloir horizontal : il s’enfonce dans la roche sur seize mètres, puis s’interrompt brusquement car on en a arrêté le creusement et on a entamé la construction de la pyramide.

#### Le couloir ascendant

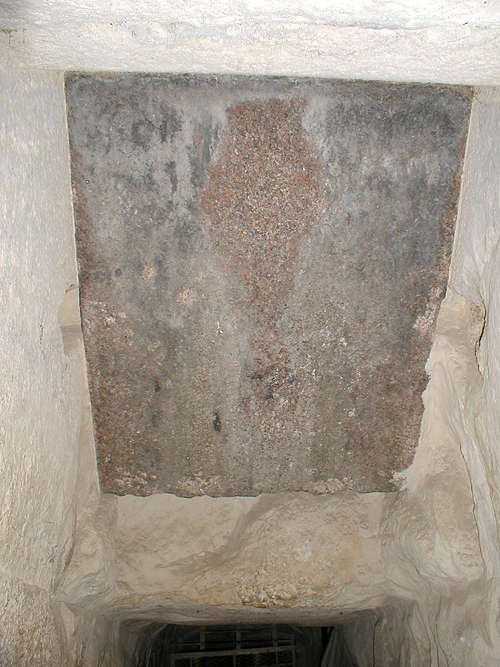
Entrée du couloir ascendant : embranchement par le plafond du couloir descendant montrant la face du bouchon no 1

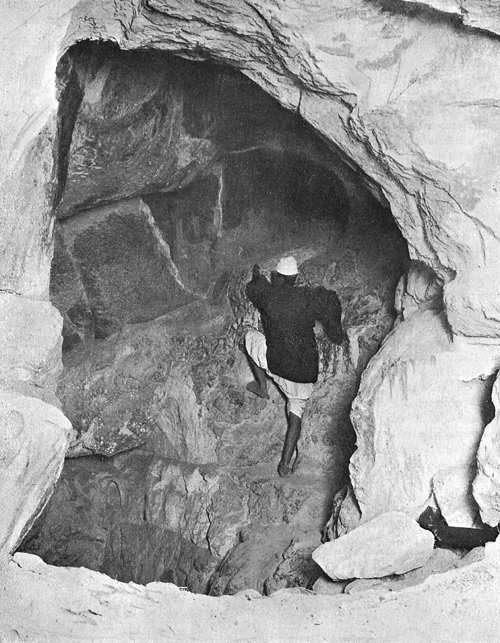
Accès au couloir ascendant (1910)

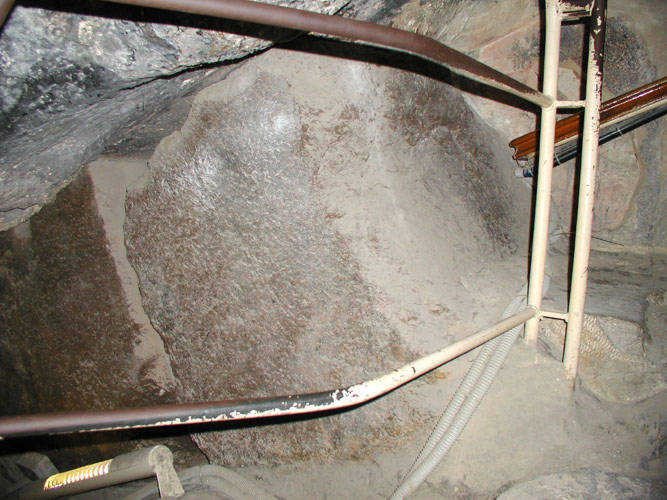
Blocs bouchons no 2 et 3

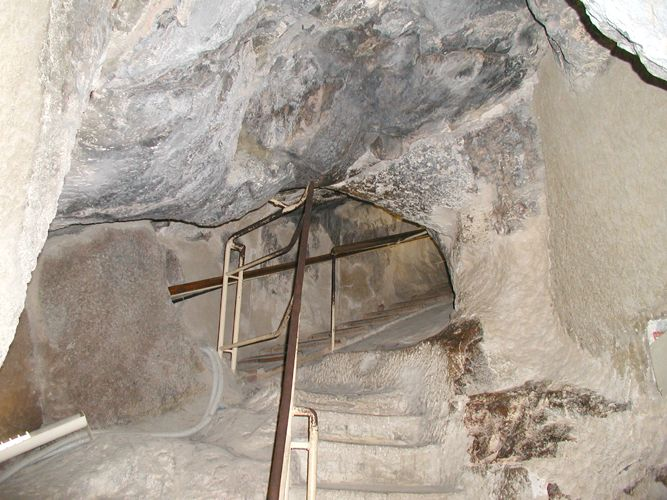
Bloc bouchon no 3 et accès au couloir ascendant

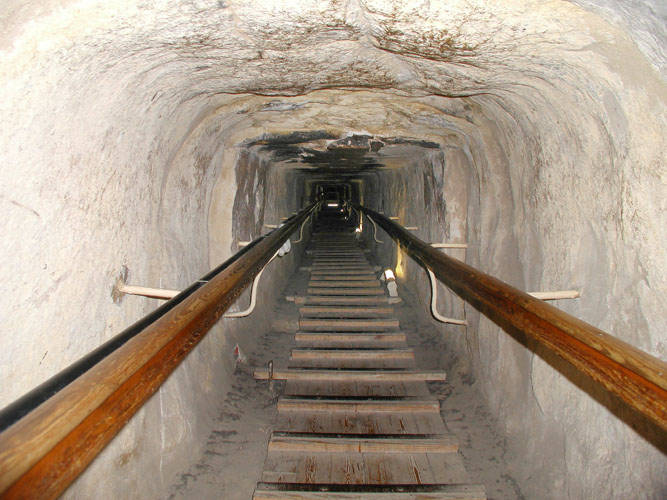
Couloir ascendant : cheminement à travers les assises horizontales

L’accès au couloir ascendant menant aux deux chambres supérieures peut se faire à partir du couloir descendant (par l’intermédiaire de la sape de liaison décrite ci-dessus) ou, bien plus commodément et de manière habituelle, par la trouée d’Al-Mamoun.
Embranchement sur la descenderie
L’embranchement d’origine, par le plafond du couloir descendant, apparaît comme extravagant aux yeux des architectes modernes. Cette jonction, malcommode mais aussi mal réalisée, révèle l’accès aux appartements supérieurs de manière irrémédiable. Le sol et le plafond conservent de profondes traces d’agrandissement du passage, forcément avant la fermeture définitive par les trois blocs. De plus, rien n’empêche de contourner ces blocs de granite en creusant à travers le calcaire. 
Cheminement à travers les assises horizontales
Dans une première section, au niveau et au-dessus des blocs granite, le couloir ascendant présente, étrangement, des parois non pas soigneusement dressées, mais au contraire grossièrement creusées à travers de gros éléments horizontaux de calcaire d’assez mauvaise qualité : la plupart des auteurs admettent donc que la décision fut prise d’aménager ce couloir (et donc tout ce qui est au-dessus), alors qu’au moins trois assises avaient déjà été construites au-dessus du plateau.
- Les « trois blocs granite »

Les trois blocs de granite rouge sont visibles sur une face latérale : ils sont en bon état, presque jointifs. Seul le plus en amont d’entre eux a été fortement entamé dans sa partie supérieure par les pilleurs de 0,67 m. Les faces latérales ouest sont assez bien dégagées pour qu’on puisse avoir une vue précise de chaque bloc. Les deux derniers blocs sont semblables et ont une longueur de 1,67 m ; largeur de 1,04 m et hauteur de 1,195 m ; le premier bloc trapézoïdal long de 1,57 m, large de grande base B = 1,04 m petite base b = 0,97 m et hauteur 1,195 m. Ce dernier ne présente aucun jeu avec les parois du couloir contre les deux dernier blocs qui ont un jeu de 1 cm en hauteur et en largeur (couloir ascendant large de 1,05 m (2 coudées) et haut de 2,205 m) et doivent par conséquent peser plus de cinq tonnes chacun (masse volumique = env. 2,6). Le premier et le deuxième bloc sont séparés par un interstice de dix centimètres, tandis que le troisième est parvenu au contact du deuxième. Il faut bien admettre que les deux dernier blocs ayant têtes arrondies orientées vers le nord ont été mis en attente dans la grande galerie avant leur descente définitive (le premier bloc ayant une tête arrondie dirigée au sens inverse vers le sud improbable de glisser dans le couloir ascendant). On ne peut être qu’étonné devant les risques, la brutalité, l’incommodité de ce système de fermeture si difficile à contrôler, dont le fonctionnement ne pouvait être qu’incertain et le résultat aléatoire.
Cheminement appareillé
Les trois assises horizontales franchies, le couloir, toujours en pente de 26°, de 1,05 m de large (deux coudées) et 1,205 m de haut, présente des parements maçonnés plus lisses, à la disposition complexe, avec de nombreuses pierres trapézoïdales et surtout trois « blocs ceintures » régulièrement espacés, très remarquables, qui ont retenu depuis longtemps l’attention des commentateurs. Cette section mérite la plus grande attention.
- Les trois « blocs ceintures »

L’égyptologue allemand Ludwig Borchardt, en 1922, interpréta chacun de ces blocs verticaux comme la limite d’une nouvelle tranche de maçonnerie et y vit la preuve de la construction de la pyramide par degrés. Or, on s’aperçoit que ces « blocs ceintures » de la pyramide de Khéops sont rigoureusement verticaux, ne présentant pas le « fruit » (inclinaison de la paroi) constaté sur toutes les pyramides contemporaines dont les parois des degrés sont apparents, par exemple celle de Meïdoum (qui, en grande partie écroulée, montre clairement sa structure) ou bien celle de Mykérinos (dont les degrés sont visibles à travers la grande brèche de la face nord), ou encore les pyramides satellites à degrés présentes sur le plateau de Gizeh. 
Gilles Dormion montre qu’il doit plutôt s’agir d’un ensemble de trois herses rebouchées, en sens alterné (droite, gauche, droite), auquel on aurait finalement renoncé, pour une raison inconnue, au profit du hasardeux système des blocs bouchons. Chaque « bloc ceinture » est constitué de deux pierres seulement, creusées en U : cet assemblage singulier ne comporte donc que deux joints horizontaux dans les parois verticales, et aucun au niveau des angles, du sol ou du plafond. Il remarque également en avant de chacun des « blocs ceintures » les traces bien caractérisées d’un très probable dispositif de maintien des herses en position ouverte, patiemment rebouché par l’insertion de petites pierres très précisément ajustées.
John Shae Perring, ingénieur, égyptologue, anthropologue de nationalité britannique, a, durant sa collaboration avec Richard William Howard Vyse, étudié et dessiné le circuit de la grande pyramide. Le dispositif de fermeture des herses figure sur ses planches publié en 1837.
Vito Maragioglio, architecte et égyptologue italien, dont ses principales études, en collaboration avec Celeste Rinaldi, portent sur l'architecture des pyramides égyptiennes et plus particulièrement les pyramides de la région memphite. Leurs comptes rendus sont encore aujourd'hui les références absolues en matière d'architecture des pyramides. Leurs plans de l'architecture interne de la grande pyramide sont bien détaillés, montrant clairement les herses, leurs positions, leurs mécanismes de fixation et leurs dispositifs de calage.
Les schémas de Borchardt montrant des tranches internes, inlassablement repris par beaucoup de manuels scolaires et guides touristiques encore en cours, ne semblent donc plus d’actualité. En l’état des connaissances, ni la structure interne en degrés de la pyramide de Khéops, ni encore moins une éventuelle structure en tranches verticales disposées comme « la chair d’un oignon » (selon l’expression de Georges Goyon), ne peuvent être démontrées.

#### Le couloir horizontal
Le couloir horizontal, d’une longueur de 38 mètres, dépourvu de système de fermeture, s’embranche depuis le bas de la grande galerie et mène à la chambre médiane dite « de la reine ». L’étroitesse du passage, large de deux coudées (1,05 m), sous un plafond très bas (1,17 m), et le manque d’air, ne facilitent pas l’observation des parois, pourtant des plus intéressantes. Comme ses deux prédécesseurs, ce couloir présente deux sections bien distinctes. 
Première section anormalement appareillée
La première moitié du parcours offre des parois à deux assises dont les éléments réguliers sont symétriques des deux côtés du couloir et dont les joints verticaux sont, sans exception, superposés, ce qui est tout à fait singulier et contraire à la plus élémentaire de toutes les règles de l’art. Ces joints verticaux, de largeur variable (jusqu’à 1 cm), sont bouchés au plâtre. Selon plusieurs auteurs, il est possible que des magasins, achevés ou non, soient situés derrière ces parois dont aucune, curieusement, ne porte de trace d’effraction. C’est aussi dans ce secteur que fut percé le sondage EDF qui, en 1987, donna du sable.
Deuxième section à maçonnerie normale
Les parois se réduisent ensuite à une seule assise, sans régularité ni symétrie. Enfin, dans les derniers mètres, le haut dallage qui, jusqu’ici, constituait le sol (hauteur : 1 coudée), s’interrompt brusquement : la hauteur du couloir (1,70 m) devient alors moins éprouvante pour les visiteurs, et les parois passent à deux assises normalement appareillées (joints verticaux alternés). Dans cette zone, deux sapes dans le sol, rebouchées, montrent que des recherches ont été entreprises par le passé, sans doute par Vyse et Perring.

#### La chambre de la reine

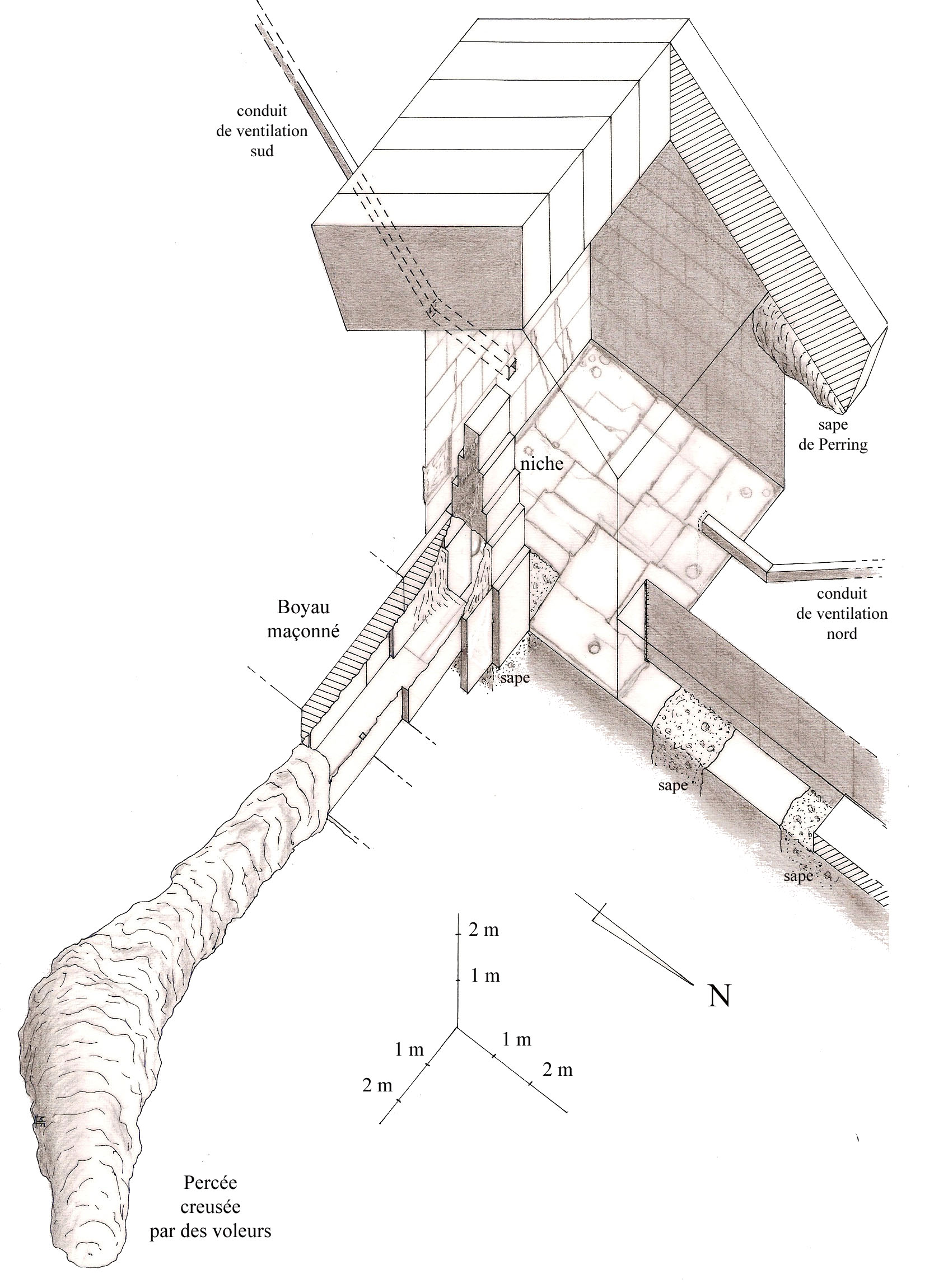
Axonométrie (gravure de Franck Monnier)

La « chambre de la reine », qui mesure 5,7 × 5,2 m, se trouve sur l'axe Est-Ouest de la pyramide et frôle à un mètre près l'axe Nord-Sud. Elle est en bon état général et semble achevée. Seul le sol présente un aspect tourmenté.
La voûte à chevrons
Le plafond montre une voûte en chevrons, formée de douze éléments monolithes, en excellent état. Une sape a été pratiquée par Perring sous l’un de ces éléments de chevrons, jusqu’à rencontrer son extrémité, au bout de 2,60 m de creusement. On peut imaginer que les chevrons ont été au moins doublés, comme partout ailleurs, mais on n’a aucun moyen de le vérifier. L'intrados de la voûte fut peut-être peint en bleu, préfigurant ainsi les futures chambres voûtées et décorées d'un ciel étoilé de la VIe dynastie (pyramide d'Ounas).
Les conduits de ventilation

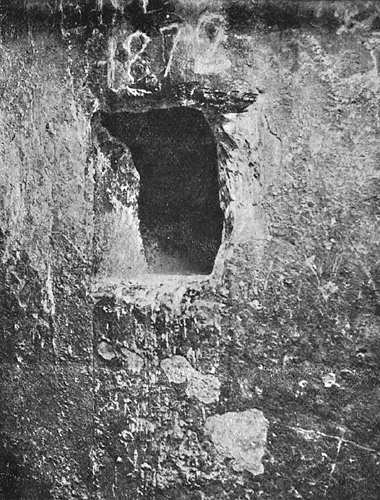
Conduit de ventilation de la chambre de la reine (1910)

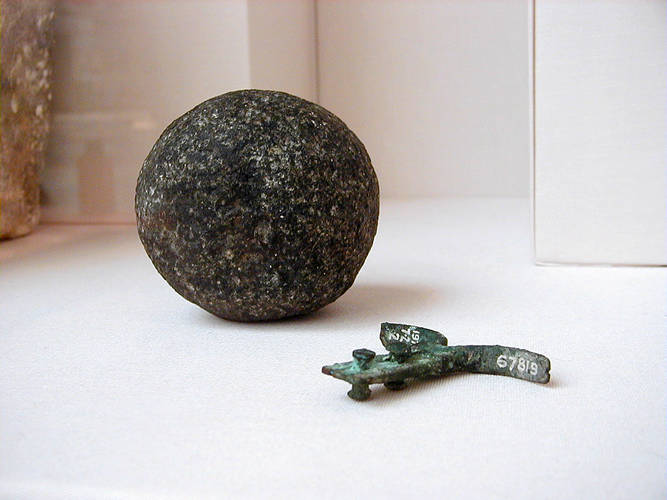
Deux des reliques de Dixon, de la taille d'un outil : une sphère de stane (granite ou dolérite) de sept centimètres de diamètre et un crochet en métal. Le morceau de bois du Liban de douze centimètres conservé intègre plusieurs millénaires s'est désagrégé en Angleterre.

Les prétendus « conduits de ventilation » de la chambre de la reine n’ont été découverts qu’en 1872, par l'ingénieur britannique Waynman Dixon. Ils n’étaient alors même pas ouverts sur la salle : c’est Dixon qui, auscultant les murs, brisa de chaque côté la mince cloison d’une dizaine de centimètres d’épaisseur laissée occultée par les constructeurs. Il trouva quelques objets laissés là par les ouvriers de Khéops : une boule de granite — ou de dolérite —, un double crochet de cuivre emmanché et un morceau de bois de cèdre, aujourd'hui exposés au British Museum. Pour la postérité, il inscrivit sur la paroi son nom et la date de sa découverte.
Les conduits ont été explorés de bout en bout, au cours des années 1990, par des mini-robots télécommandés munis de caméras vidéo, dans des conditions aussi difficiles que spectaculaires, lors de deux campagnes successives largement relayées par les médias. 
La première exploration, menée par l’ingénieur allemand Rudolf Gantenbrink, qui mit au point spécialement pour l’occasion un robot télécommandé à chenillettes, nommé « Projet Upuaut » (prononcer « Ou-pou-a-out »), porta essentiellement sur le conduit sud : après un court trajet horizontal, sa pente est constante et le trajet, entièrement rectiligne, se termine par un bouchon de calcaire pourvu d’éléments de cuivre sans doute identifiables à des poignées de manutention. Gantenbrink explora aussi le début du conduit nord, et put établir que celui-ci se trouvait dévié vers la gauche après quelques mètres (sans doute pour éviter la grande galerie), avant de retrouver un trajet rectiligne vers le nord.
Une seconde équipe, dirigée par Zahi Hawass, explora ce conduit nord, cette fois jusqu’au fond, à l’aide d’un autre robot télécommandé muni d’une perceuse et d’un endoscope. On aboutit à un bouchon de calcaire semblable au premier, comportant les mêmes éléments métalliques. On perça donc ce bouchon, et on ne put entrevoir que du libage, après un vide de dix-huit centimètres (ou quarante centimètres, selon d’autres sources). 
Les deux conduits de la chambre de la reine sont inclinés d'un angle de 45° avec une pente de 100 %, de section carrée très étroite pour l'aération de vingt centimètres ; ils s’élèvent jusqu’à hauteur de la dernière chambre de décharge de la chambre du roi.
La niche latérale à encorbellements

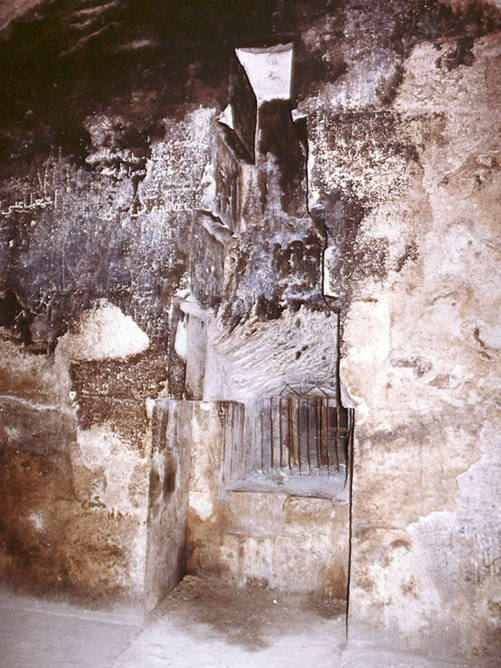
Niche de la chambre de la reine avec grille d'accès au local technique et à la sape

À gauche, dans la paroi, côté est, de la chambre de la reine, on remarque une haute niche à quatre encorbellements, qui monte les six assises du mur sous les deux assises de la voûte du plafond et comporte dans sa partie inférieure une cavité carrée normalement fermée par une grille. Gilles Dormion, chargé en 1988, avec son confrère Jean-Yves Verd'hur, de superviser la ventilation de la Grande Pyramide, eut l’occasion de l'étudier. Cette cavité possède un étroit conduit construit de 0,84 m de haut, 1,08 m de large, 6,30 m de long après la niche de 1,57 m de large, 1,04 m d'épaisseur, prolongé par une sape de 9 m pratiquée de longue date à travers le libage, de toute évidence par des chercheurs de trésor persévérants et fortement motivés. 
La pierre d’entrée, disparue, a été déchaussée, sans ménagement et après bien des efforts, à l’aide d’outils glissés à droite et dans la partie haute, laissant des traces de dégagement très profondes dans les pierres voisines. Les quelques mètres laissés libres par les bâtisseurs n’avaient jamais beaucoup retenu l’attention des commentateurs : Gilles Dormion a observé, au niveau du sol, des indices tel un trou de 12 x 11 cm bien axé qui lui laissent supposer qu'il y a un lien avec un système technique au-dessous de cette étrange installation.
Le sol
Le sol très tourmenté de la chambre de la reine a fait l’objet d’une analyse tout aussi minutieuse de la part de l’architecte français, qui a relevé sur toute la surface de très nombreux indices d’une cavité sous-adjacente probable. Gilles Dormion a découvert de nouvelles cavités dans la pyramide de Meïdoum, ses déductions ne demandent plus qu’à être vérifiées par une campagne d’investigations scientifiques officielles. Zahi Hawass a refusé la demande de Gilles Dormion pour la raison qu'il est architecte et non pas archéologue ou égyptologue.[réf. nécessaire]

#### La grande galerie

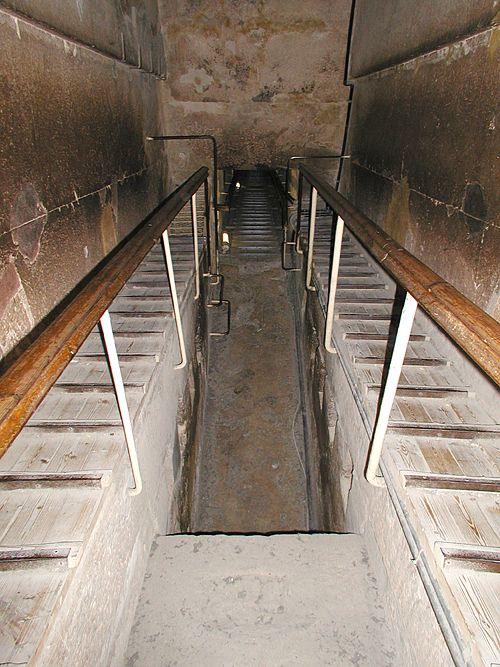
Palier inférieur de la grande galerie avec l'issue du couloir ascendant et l'accès au couloir horizontal

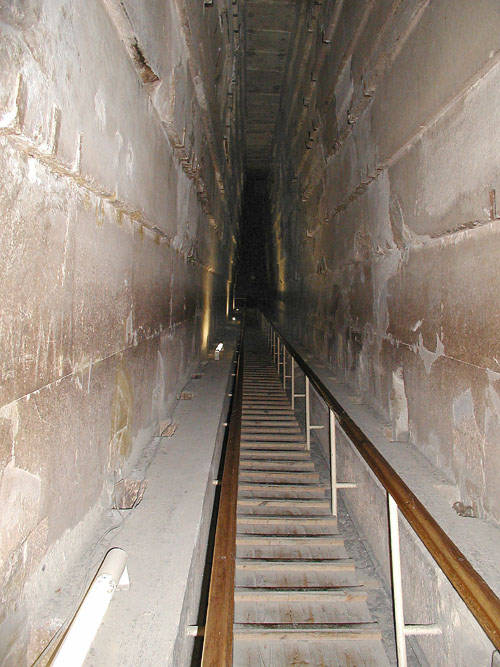
Grande galerie

La grande galerie de Khéops est l’une des plus grandes réussites de l’architecture mondiale : malgré sa petite largeur et sa moyenne hauteur, c’est la plus longue voûte en encorbellement jamais construite avec la difficulté de son inclinaison. Sa conception fut excellente hormis toutes les séquelles techniques, puisque, malgré son ancienneté, elle ne donne aucun signe de fatigue. De plus, la qualité de ses finitions, son poli, ses joints impalpables n’en finissent pas de susciter l’admiration de tous ceux qui ont eu la chance de la visiter. Mais elle demeure grandement intrigante, puisque personne ne sait au juste dans quel but, technique ou religieux, une salle si remarquable a pu être construite. Peut-être a-t-elle joué un rôle technique comme rampe interne inclinée durant la construction de la grande pyramide.
La voûte en encorbellement
Le principe de construction de la « voûte en encorbellement » est de rétrécir vers le haut, à chaque assise construite, la largeur entre les parois : en l’occurrence, sept assises en encorbellement se superposent ici, chacune avançant d’une palme.
Ce n’est pas la première fois que les architectes égyptiens construisent une grande salle en encorbellement : ils ont derrière eux les expériences — d’ailleurs pas forcément très concluantes — des pyramides de Meïdoum et de Dahchour. À Meïdoum et à Dahchour-Nord (la pyramide rouge), les encorbellements ne concernent que les parois latérales. À Dahchour-Sud (pyramide rhomboïdale), ils s’appliquent aussi aux murs des extrémités (photos dans Lauer, op. cit.). C’est cette dernière disposition qui, ayant apporté plus de satisfaction technique ou simplement esthétique, est reprise ici, mais sur une tout autre échelle, sur une longueur inusitée et, de plus, en pente, très sensiblement dans le prolongement du couloir ascendant.
Mesures de la grande galerie :
- Longueur : 47,85 m
- Hauteur : 8,505 m (mesure verticale)
- Nombre d’encorbellements : 7
- Nombre d’assises : 10
- Largeur au sol : 4 coudées = 2,10 m
  - couloir central : 1,06 m
  - banquettes : 0,52 m
- Largeur au plafond : 1,05 m (2 coudées)
- Pente : env. 26° 16′ 10″ (1 : 2)

Le plafond
Le plafond, contrairement à celui des chambres de Dahchour-nord et sud, où les encorbellements se prolongent vers le haut jusqu’à se toucher, est ici constitué de dalles d’une largeur de deux coudées (1,05 m) s’appuyant individuellement sur des encoches en dents de scie, hautes d’une palme, sans doute pour éviter tout glissement. Cette technique, reposant sur le principe de la voûte en encorbellement mais sur plan incliné, est ici héritée de la pyramide sud à Dahchour où elle fut appliquée sur les deux couloirs descendants. On ne dispose d’aucune possibilité d’observation au-dessus de ces dalles, même par les sapes des extrémités de la galerie. 
Les parois d’extrémités
Les parois des extrémités sont elles aussi en encorbellements, ce qui contribue sans doute à la stabilité de l’ensemble, mais bien plus encore à son esthétique. La paroi de l’extrémité supérieure suit avec une parfaite régularité les encorbellements latéraux. Gilles Dormion relève qu’il en est tout autrement pour la paroi de l’extrémité inférieure, qui comporte des irrégularités et des rattrapages révélateurs d’un changement de projet. 
Le sol
Le couloir central de 1,06 m de large est flanqué de deux banquettes de cinquante-deux centimètres chacune, et d'une coudée de hauteur (1 coudée = 52,50 cm). 
À l’entrée de la galerie, il faut escalader ces banquettes pour progresser, car la partie centrale est évidée en palier pour laisser le passage au couloir horizontal. Un plancher mobile, soutenu par des poutres, a dû jadis recouvrir cet évidement central.
Le sol du couloir central de la grande galerie ne comporte pas de marches, mais des encoches qui y ont été ménagées durant la construction, destinées à faciliter la progression, comme on peut le constater sur les photos anciennes. Ce sol est depuis longtemps protégé par un plancher, sur toute sa longueur.
Les banquettes suivent la même pente que le couloir central ; elles sont jalonnées de mortaises, de stries et cavités latérales qui ne manquent pas d’attirer l’attention.
Les mortaises et les rainures de la grande galerie

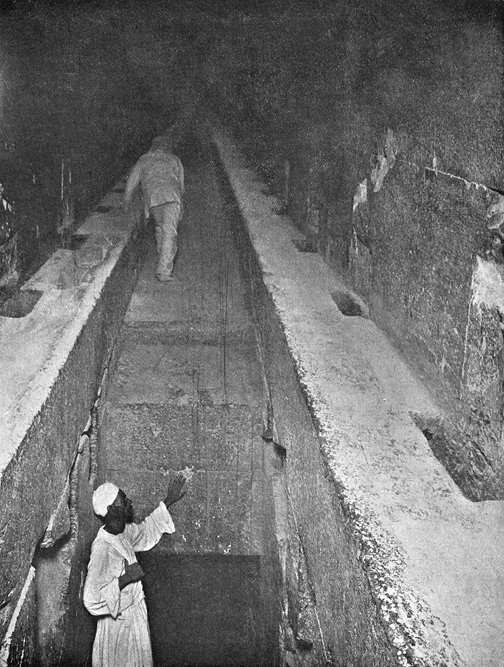
Palier de la grande galerie ; mortaises sur les banquettes (1910)

De très intrigantes cavités, de forme parallélépipède rectangle incliné, sont visibles tout au long de la galerie : ce sont vingt-huit paires de mortaises creusées dans les banquettes, aménagées conjointement à vingt-cinq paires de cavités murales: niches rebouchées par un bloc taillé avec soin, scellé au plâtre. Ce bouchon manque parfois, laissant voir la forme biseautée de la cavité d’origine. On remarque aussi des rainures rectangulaires peu profondes : stries, creusées dans les bouchons et débordant largement sur les parois, inclinées selon la pente de la galerie, exécutées assez grossièrement, mais avec grande régularité. Tout cela montre bien deux utilisations successives, à caractère technique.
De plus, à mi-hauteur de la galerie et sur toute la longueur de celle-ci, juste au-dessus de quinze centimètres du début du troisième encorbellement, deux rainures longitudinales, de faible profondeur et d'environ quinze centimètres de hauteur, se font face sur les parois. Leur exécution grossière, visiblement effectuée en toute hâte, s’affirme plus encore vers le haut de la galerie, où elles ont été creusées sans aucun soin ni ménagement. La plupart des auteurs y voient le vestige d’un plancher à mi-hauteur de la galerie. Ils mettent cette plate-forme en relation avec les mortaises des banquettes et les cavités murales.
À quoi la grande galerie a-t-elle pu servir ?
On peut lire un peu partout[Où ?] que la grande galerie a servi à entreposer les blocs bouchons avant la fermeture de la pyramide. Georges Goyon imagine même un mécanisme de poutres engagées dans les mortaises pour retenir ces bouchons. Mais était-il besoin d’une galerie de cinquante mètres, si haute et magnifique pour, en fin de compte, stocker seulement les trois blocs de granite encore visibles au bas du couloir ascendant ?[réf. souhaitée]
On peut aussi supposer l’accomplissement de quelque rite funéraire solennel ou ésotérique que, par définition, nous ne pouvons connaître. Jean-Philippe Lauer évoque, pour mémoire, comment certains astrologues (Charles Piazzi Smyth en tête) ont voulu voir dans les mesures de la pyramide les prédictions d’événements historiques majeurs. Une autre famille d’hypothèses, tenant compte de la pente des couloirs, voudrait voir dans la pyramide un observatoire pointé sur telle ou telle étoile, de préférence sur la polaire de l’époque, ou sur Sirius. Mais il est autrement simple de considérer que la pente de 26° (de tous les couloirs), correspond en fait à 50 % (on monte de un lorsqu’on avance de deux).
Escaladons maintenant le « grand degré », sorte de palier de 0,90 m de haut, qui ferme le couloir central de la grande galerie et donne accès au couloir des herses.

#### La chambre des herses

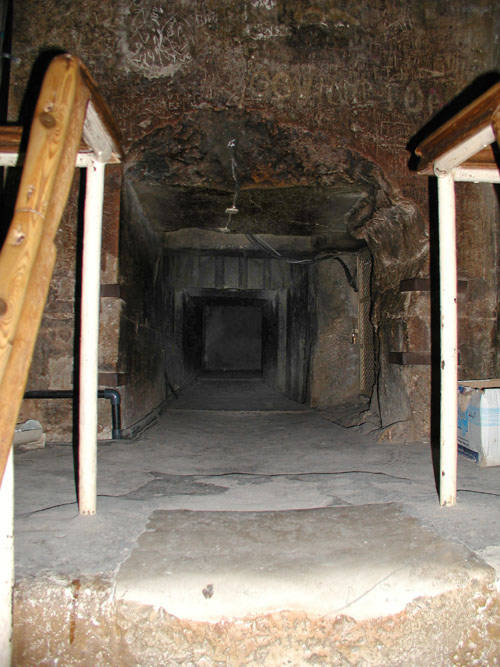
Accès au local des herses ; au premier plan, le grand degré

Après les funérailles, l’accès à la chambre du roi a été fermé par un système de triple herse : système de bouchage tiré des connaissances des égyptiens en irrigation (inutile de reboucher après un bouchon), dont les traces et le mécanisme sont encore bien visibles. L'interprétation de ce local des herses, essentiellement constitué de granite, reste encore inconnue et difficile. Son entrée présente une énorme entaille en V inversé, environ trois mètres de long, comme l'entaille en V sur le bord du palier supérieur donnant sur le couloir central de la grande galerie. Ces entailles s'ajoutent aux multiples traces techniques laissées par les bâtisseurs : encoches, mortaises, banquettes, niches, stries, cavités, rainures, marches, mini-banquettes, trous, élargissement, etc.
Les deux herses soudées superposées
Les visiteurs doivent d’abord passer sous une dalle verticale massive, assez peu rassurante, composée de deux herses de granite superposés, soudées l'une à l'autre, fixées aux deux murs latéraux des herses et suspendues dans leur rainure, qu’on pourrait prendre pour une unique herse, si ce n’était que ce dispositif ne peut glisser vers le bas : il n’a pas été conçu pour être mobile, mais plutôt pour avoir un rôle technique encore inconnu. Les deux herses fixes laissent un espace entre l'entrée de l'antichambre et le dispositif des trois herses mobiles. Chaque herse pèse 2,5 tonnes, d'épaisseur 52,50 cm (1 coudée), et glissant dans des rainures espacées de nervures de deux palmes (15 cm) d’épaisseur.
Les rainures et les deux murs latéraux des herses
Les herses, à l’exception de deux fragments quasi certains, localisés par les anciens égyptologues ont disparu. Mais les rainures et quelques nervures de manœuvre nous sont heureusement parvenues. Nous savons donc que ce sont trois herses de granite successives de 2,5 tonnes chacune, glissées dans la rainure, séparées de quinze centimètres (l'épaisseur des nervures), qui ont été défoncées par les pilleurs. Les rainures étaient taillées dans deux murs latéraux en granite : murs des herses, n’atteignant pas le plafond de l'antichambre. 

#### La chambre du roi

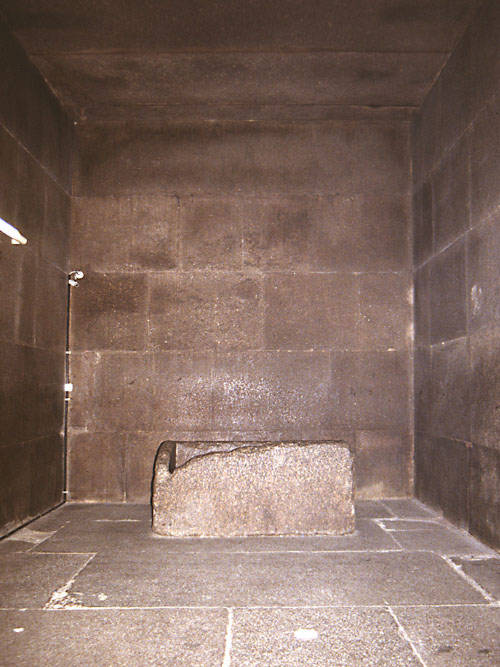
Chambre du roi

L’entrée est basse : il faut à nouveau se pencher pour accéder à cette ultime chambre sépulcrale. Le parement est entièrement fait de grands blocs de granite, du sol au plafond. Il s’agit, de l’avis général[réf. souhaitée], de granite rouge de Syène qui peut apparaître au visiteur très sombre, sinon noir. La salle est vaste et haute de plafond. 
Jean-Philippe Lauer rappelle les dimensions de la chambre : dix par vingt coudées (une coudée = 0,525 m). La hauteur ne donne pas un nombre juste de coudées (11,142 coudées, mais Lauer a établi que celle-ci avait été déterminée par la mesure des petits côtés, dont la diagonale est égale à quinze coudées (relation 2 × 3 × 4 entre ces mesures). 
Les plans des deux architectes italiens références de tous les égyptologues[réf. nécessaire] Vito Maragioglio et Celeste Rinaldi donnent la hauteur mesure facile à effectuer du sol au plafond dans la chambre du roi de 5,84 m. 
Les parois sont bien polies, mais on voit d’emblée que, contrairement aux autres chambres et couloirs, l’ensemble a grandement souffert : de multiples fissures, que l’on pourrait aussi bien qualifier de dislocation générale (Georges Goyon), peuvent être constatées un peu partout sur les parois, mais plus encore sur les poutres du plafond.
Le sarcophage
Le sarcophage occupe le fond de la chambre : il est en assez mauvais état et a été visiblement très malmené au cours des âges. C’est une grande cuve parallélépipédique d'une masse de trois tonnes (à l'origine d'un bloc de six tonnes qu'on a taillé), réalisée d’une seule pièce (monolithe), dans un granite d’apparence plus claire que celui des murs. Les commentateurs ont depuis longtemps décrit une rainure trapézoïdale sur trois côtés, destinée à maintenir un couvercle glissant horizontalement, aujourd’hui disparu. De petits cylindriques verticaux ont probablement reçu des goupilles pour verrouiller le couvercle de manière définitive par simple gravité. 
Le sarcophage de Khéphren présente les mêmes dispositions mécaniques : couvercle à rainures trapézoïdales, logements cylindriques des clavettes,.
Le sarcophage de Khéops a visiblement été forcé de la manière la plus violente. Il a aussi été déplacé, sans doute pour examiner le sol au-dessous ; à droite, on remarque un bloc de granite et des sapes faites par Vyse en 1837.
Le sol

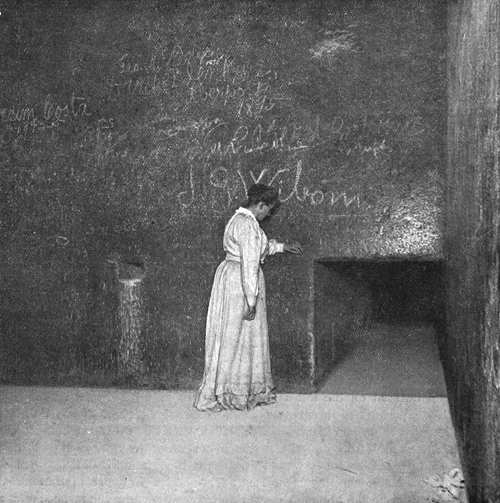
Chambre du roi : conduit de ventilation, entrée (1910)

Le sol est fait de grandes dalles de même matière que tout le reste de la salle, disposées en six bandes parallèles transversales. Il a également subi des sapes par Vyse.
Les parois
Les murs sont composés de cinq assises de granite en très grand appareil très soigné. Le mur sud a souffert plus encore que les trois autres.
Les conduits de ventilation
Des « conduits de ventilation », similaires à ceux déjà vus dans la chambre de la reine, prennent naissance l’un en face de l’autre, au-dessus de la première assise et non loin de l’entrée de la chambre. Leurs débouchés extérieurs sur les faces nord et sud furent découverts par Richard William Howard Vyse, J.R. Hill (remplaçant Giovanni Battista Caviglia) et John Shae Perring en 1837. Ils furent immédiatement dégagés, ce qui rétablit une certaine ventilation dans la pyramide. Le conduit sud, après un bref trajet horizontal, monte tout droit jusqu’à l’air libre, tandis que le conduit nord a une forme plus tourmentée : au sortir de la chambre, il est rapidement dévié vers la gauche, tout comme son homologue de la chambre de la reine, de façon à éviter les abords de la chambre des herses et de la grande galerie.
Aucune caméra vidéo, semble-t-il,[évasif] ne les a encore visités. Mais il est certain que rien n’obstrue ces conduits dans leur longue course : Georges Goyon raconte qu’il y introduisit jadis des oranges depuis l’extérieur ; elles parvinrent à bon port dans la chambre du roi, sans rencontrer d’obstacle[réf. souhaitée].
De puissants ventilateurs électriques sont aujourd’hui installés sur ces conduits.
Le plafond

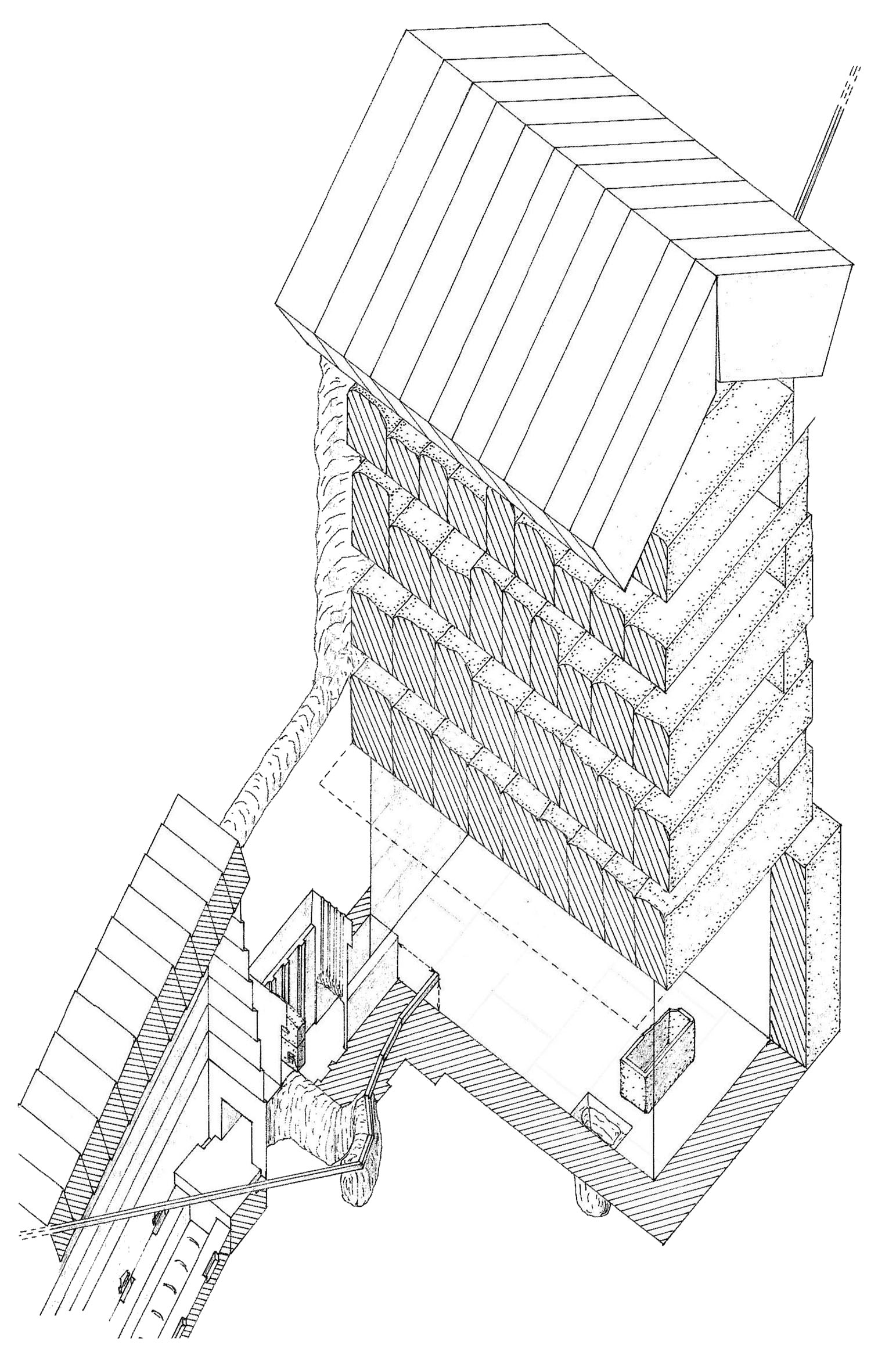
Axonométrie (gravure de Franck Monnier)

Le plafond est constitué de neuf énormes poutres monolithes de granite, jointives et parfaitement polies. Le volume de chacune d’elles est connu avec exactitude, puisque leur face supérieure, laissée à l’état brut, peut être retrouvée dans la première chambre de décharge. 
Toutes ces poutres sont lézardées, cisaillées même, ne tenant que par la pression latérale, et les fissures ont été masquées à l’enduit, sans doute dès l’accident, ce qui semble un mode de réparation bien illusoire. Les commentateurs pensent que les graves dérangements de la chambre se sont produits dès qu’elle fut surchargée des assises supérieures de la pyramide. Ils font aussi remarquer au plafond des traces rectangulaires sombres, à espaces réguliers : Dormion pense qu’il s’agit des traces laissées par de puissants étais destinés à éviter l’écroulement de la salle. Un tel dispositif d’étayage avait déjà été mis en place en de semblables circonstances à l’intérieur d’une des grandes chambres de Dahchour-sud (pyramide rhomboïdale).
Les chambres de décharge et la voûte à chevrons
Il existe une sape (accessible par une échelle) partant du haut de la grande galerie et donnant accès à la première chambre de décharge. Elle a été percée horizontalement, avec soin et sans tâtonnements, par le chemin le plus direct, certainement par les bâtisseurs eux-mêmes, à la suite d’un accident. 
Une autre sape, celle-ci verticale, prolongeant la première, conduit aux quatre chambres de décharge supérieures. Elle est imputable au colonel Vyse qui la fit percer en 1837.
Chacune des cinq chambres superposées a un sol et un plafond constitués de poutres de granite. Ces poutres sont bien équarries à la base (faces visibles au plafond de la chambre du roi et des chambres de décharge), tandis que leurs parties supérieures (sol des chambres de décharge) ont été laissées brutes d’extraction. Ces cinq chambres portent toutes un nom : successivement du bas vers le haut, la chambre de Davison, la chambre de Wellington, la chambre de Nelson, la chambre de Lady Arbuthnot et la chambre de Campbell. La première chambre porte le nom de son découvreur, les quatre suivantes portent les noms des amis de leur découvreur : Richard William Howard Vyse. Les chambres sont extrêmement basses, mais il est vrai qu’elles n’ont pas été conçues pour qu’on puisse y séjourner. Leur rôle de décharge a souvent été discuté, et l’ensemble de cette structure unique est qualifié d’extravagant par beaucoup d’architectes contemporains.
La dernière chambre de décharge est couverte d’énormes chevrons, à comparer à ceux de l’entrée et de la chambre de la reine ; on peut supposer que ce dispositif gigantesque se trouve ici doublé, ou même triplé, comme il l’est ailleurs. Vyse et Perring y ont relevé une série d'inscriptions hiéroglyphiques à la peinture rouge (la seule de toute la pyramide), mentionnant le nom « Khoufou »).
Toutes les poutres des chambres de décharge présentent le même type de brisures profondes, dues à un phénomène de torsion, ou conséquence d'une série d'explosion à la poudre noire durant trois mois et demi exécutée par Vyse en 1837 depuis le nord la chambre de Davison vers le haut ; les chevrons de la dernière chambre de Campbell de décharge sont eux-mêmes nettement écartés (environ cinq centimètres). Gilles Dormion attribue l’accident à la surcharge, ayant entraîné un glissement soudain de toute la partie sud.
Des calculs faciles à établir (masse volumique = 2,7) montrent que ces grosses pierres, poutres et éléments de chevrons (en tout, sans doute une centaine de monolithes élevés à une hauteur de 70 m) pèsent environ quarante tonnes pour la plupart, et jusqu’à près de soixante-dix tonnes pour les éléments les plus volumineux. Ce sont les pierres les plus lourdes que l’on connaisse dans tout le monument.

#### Le boyau ou puits de service

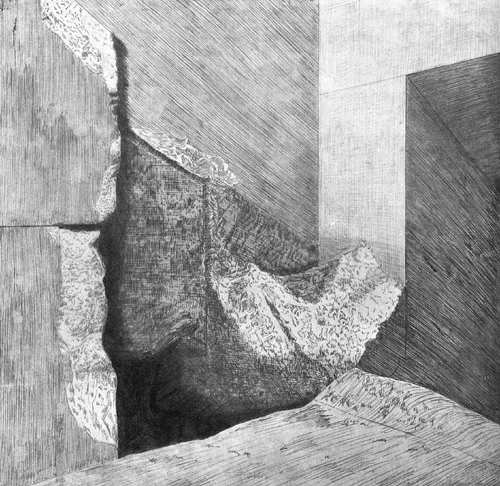
Accès supérieur au boyau

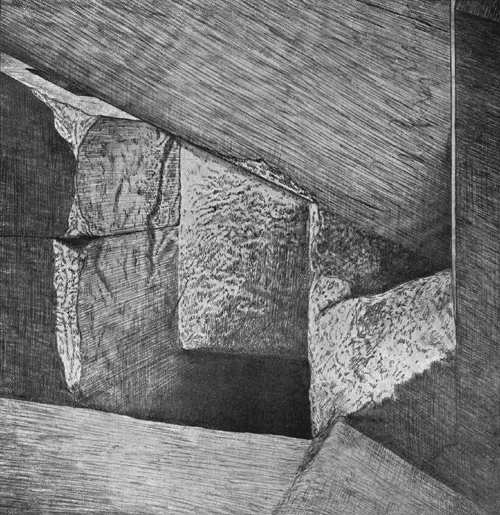
Accès supérieur au boyau

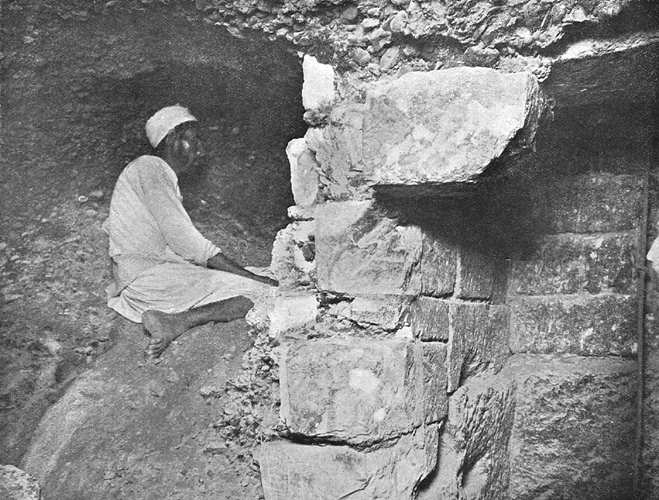
Intérieur de la grotte (1910)

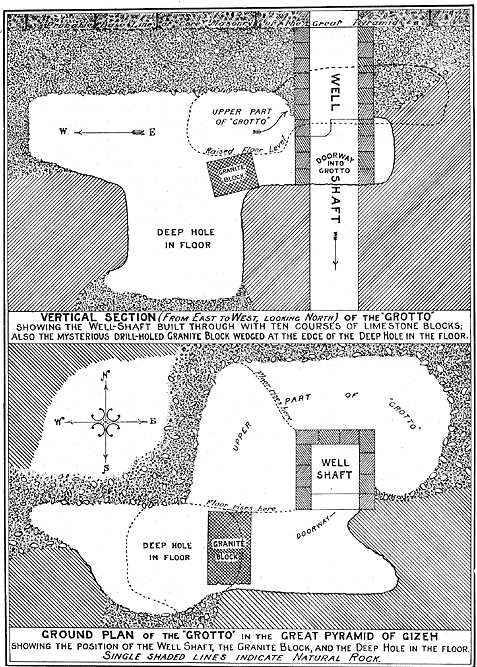
Plan de la grotte, par J. et M. Edgar (1910)

En partant du haut, le puits ou boyau de service relie, de manière très verticale et après six changements de pente (quatre souterrains creusés : trois avant la grotte et un à travers elle, deux dans la maçonnerie sous forme de sape), le bas de la grande galerie à la partie inférieure du couloir descendant, près du couloir nord de la chambre souterraine. Son dégagement fut commencé par Coutelle et Le Père en 1801, et achevé par Caviglia en 1817. D’une longueur de cinquante-huit mètres, le boyau de service livre un étroit passage de section carrée ne dépassant pas 65 × 68 cm de côté. L’exploration ne peut se faire qu’à l’aide d’une corde : Lauer rapporte le souvenir cuisant d’un voyageur allemand qui, en 1588, fut conduit par erreur dans l’ascension de ce goulet vertigineux par un guide casse-cou ou inexpérimenté : enfin parvenu à la grande galerie, le malheureux, épuisé, terrorisé, ne voulut plus rien visiter !
La section percée dans la maçonnerie
De l’extrémité supérieure, le puits de service prend naissance dans une ouverture rectangulaire soigneusement creusée à la verticale, qui donne à un conduit rectangulaire horizontal au bas de la grande galerie, dans la banquette ouest près du mur. Le boyau descend verticalement à travers la maçonnerie, puis oblique un peu vers le sud pour rejoindre la grotte.
La grotte
Ce que l’on nomme ainsi est une cavité de plusieurs mètres, de forme quelconque non géométrique en voyant les coupes longitudinale et transversale de son croquis semble naturelle[Quoi ?], située à sept mètres juste sous la septième assise de la pyramide (la partie maçonnée sur le socle rocheux nivelé pivot central), dans la masse rocheuse qui apparaît au plafond. Elle est traversée verticalement par le puits de service, qui passe par une sorte de cheminée constituée d’une maçonnerie de petites pierres, très probablement amenées par l’un des orifices du puits et jointes au plâtre. Un bloc de granite noté dans son[Qui ?] croquis y a été posé pour un éventuel bouchage.
La section inférieure creusée dans la masse rocheuse
Pour Georges Goyon, l’ouvrier n’a pu percer le puits, vu l’exiguïté, autrement qu’au-dessus de sa tête, les déblais s’évacuant alors d’eux-mêmes. Il note aussi l’aspect de « grignotage » des parois et les encoches ménagées pour les pieds.
Gilles Dormion pense au contraire que, sur toute cette longue section, le puits a été creusé vers le bas. Il note la qualité générale du travail et constate la présence d’encoches de très faible profondeur, opposées en diagonale dans les encoignures, destinées à faciliter la progression, mais insuffisantes pour maintenir très longtemps un ouvrier au travail, non encordé, creusant au-dessus de sa tête et donc suspendu au-dessus du vide.
Quoi qu’il en soit, il faut imaginer la difficulté extrême de ce travail harassant effectué avec précision, presque à la verticale, par un unique ouvrier, coincé dans une interminable cheminée carrée de soixante-huit centimètres de côté, maniant entre ses pieds (ou au-dessus de sa tête) des outils de cuivre et de dolérite, à la lueur fuligineuse d’une lampe à huile ou à graisse, sans aucune circulation d’air et par une température insupportable.
Tout travail dans le puits est des plus éprouvants, comme en témoigne le dégagement du conduit vers le bas, entrepris par Caviglia en 1817, qui dut être abandonné à cause du manque d’aération. Celui-ci ne fut mené à bien que par la redécouverte, la même année, toujours par Caviglia, du débouché inférieur, par lequel fut enfin rétablie une circulation d’air.
Le puits de service rejoint le couloir descendant par une ouverture de côté, nettement plus logique que la jonction par le plafond des deux couloirs descendant et ascendant.
Le problème du puits de service
La finalité et la chronologie du puits de service posent toute une série de questions.
Georges Goyon estime que le puits de service a été creusé par des voleurs, peu après les funérailles.
Beaucoup de commentateurs pensent, tout au contraire, que le puits a servi d’échappatoire aux ouvriers qui avaient libéré les bouchons emmagasinés dans la grande galerie en vue d’occulter l’accès aux chambres supérieures, et s’étaient donc trouvés enfermés dans le sépulcre.[réf. souhaitée]
Gilles Dormion, observant l’aspect de ce puits, est d’avis qu’il est l’œuvre de carriers professionnels : peut-on imaginer que des voleurs aient pris soin de donner à leur trouée un aspect aussi lisse et parfaitement rectiligne ? [réf. souhaitée]Le soin apporté au creusement de l’orifice supérieur, découpé dans la banquette de la grande galerie, va dans le même sens : en cet endroit, ce sont bien des tailleurs de pierre de métier, non des pilleurs de tombes, qui ont percé cet accès rectangulaire, par le haut et avec tout le soin requis.
Selon Gilles Dormion, le percement du puits a été réalisé en deux phases et pour deux utilisations bien distinctes : d’abord la partie inférieure creusée dans le roc, pour l’évacuation des déblais des appartements souterrains ; puis, bien plus tard, la jonction avec la grande galerie, pour l’évacuation des ouvriers.

## Hypothèses sur la localisation d’autres salles et couloirs
Si l’on veut pousser plus loin la réflexion, il n’est pas absurde d’envisager l’existence de cavités inconnues par des déductions logiques pouvant, un jour, déboucher sur des découvertes.

### Couloir horizontal reliant l’entrée de la pyramide au palier de la grande galerie
On peut remarquer qu’un couloir horizontal direct entre l’entrée de la pyramide et le couloir horizontal actuel aurait pu grandement faciliter l’accès aux chambres supérieures, ainsi que les cérémonies des funérailles ; les immenses dalles verticales sous les chevrons de l’entrée, la paroi inférieure anormale de la grande galerie constituent des éléments intrigants, allant dans ce sens. 

### Salle ou local technique au-dessus de la chambre des herses
Gilles Dormion envisage la possibilité d’installations techniques, prévues et finalement abandonnées, au-dessus de la chambre des herses. Antérieurement, il avait déjà émis l’hypothèse d’une chambre située dans cette région de la pyramide.

### Couloir ou système de décharge au-dessus de la grande galerie
Un vide ou un système de décharge au-dessus du plafond de la grande galerie expliquerait son excellent état jusque dans ses parties hautes. 

### Salle au-dessous de la chambre de la reine
Il s’agit d’une hypothèse de Gilles Dormion, traitée très en détail dans son livre cité en référence.

### Pièces à côté de la grande galerie
Il s'agit de l'hypothèse développée par les archéologues Francine Darmon et Jacques Bardot. L'accès se ferait à partir du couloir horizontal menant à la chambre de la Reine.

### Salles accolées à la chambre du roi
Il s'agit de l'hypothèse soutenue par Jean-Pierre Houdin, architecte français. Se basant sur les études architecturales de Khéops et en les comparant aux autres pyramides, il en déduit la présence de deux antichambres. Un premier couloir permettrait de rejoindre l'entrée de la pyramide et un second la chambre du roi.

## Sur le nivellement du plateau rocheux
On a constaté, au moins depuis l’expédition d’Égypte, que la hauteur de la limite entre les éléments creusés dans la roche et la construction maçonnée est variable en chacun des points où l’on y a accès : si la plate-forme extérieure sert de niveau de référence, la limite entre la roche et la maçonnerie dans le couloir descendant est à +5,50 m, tandis que la même limite dans le puits de service (plafond de la « grotte ») est à +7,00 m environ. (d’après les plans de Gilles Dormion)
On voit donc que le plateau n’a pas été entièrement aplani avant la construction du monument, mais que des éléments du socle rocheux ont été conservés dans la mesure du possible, économisant d’autant la masse de matériaux des premières assises.

## Chronologie de la construction des salles et couloirs

### Plan d’ensemble ou plan évolutif?
Deux thèses s’affrontent à propos du plan préétabli ou non de la distribution des appartements de Khéops.
Certains spécialistes, comme Zahi Hawass et l’égyptologue allemand Rainer Stadelmann, se fondent sur le principe qu'une architecture aussi grandiose ne peut être le fruit de manipulations architecturales hasardeuses et pensent que l’ensemble des trois salles avec tous leurs accès a été prévu dès l’origine de manière globale. 
D'autres auteurs, comme Ludwig Borchardt, Jean-Philippe Lauer, Georges Goyon, Gilles Dormion, sont d’avis que les bâtisseurs ont changé plusieurs fois de plan, essayant d’améliorer chaque fois leur nouvelle réalisation par rapport à la précédente : on doit alors comprendre les pyramides comme l’œuvre d’hommes ayant un goût très affirmé pour la recherche et l’expérimentation architecturales.

### Essai de reconstitution de la chronologie
1re phase = couloir descendant et chambre souterraine
- aménagement et nivellement du plateau rocheux

- détermination de l’orientation de la base et du couloir descendant

- creusement du couloir descendant et de la partie creusée du puits de service[15]

- creusement de la chambre inférieure et de son couloir de prolongement

- construction des premières assises de la pyramide et de la partie maçonnée du couloir descendant

2e phase = couloir ascendant
- creusement du bas du couloir ascendant à travers trois assises déjà construites

- construction de la partie supérieure de ce couloir ascendant en même temps que la construction des nouvelles assises

- aménagement des trois herses (« blocs ceintures ») du couloir ascendant[15]

- achèvement de la partie maçonnée du couloir descendant

3e phase = couloir horizontal et chambre de la reine
- construction simultanée de la première tranche du couloir horizontal, des magasins (supposés) attenant à celui-ci, de la seconde tranche du couloir et de la chambre de la reine

- achèvement de l’entrée de la pyramide et de ses chevrons de décharge

- mise en attente de la porte mobile

- construction des conduits de ventilation de la chambre de la reine à mesure de l’élévation des assises

4e phase = grande galerie et chambre du roi
- rebouchage des magasins (supposés) du couloir horizontal

- construction de la grande galerie

- construction simultanée de la chambre des herses, de la chambre du roi et de ses conduits de ventilation

- rebouchage des herses (« blocs ceintures ») du couloir ascendant[15]

- mise en attente des trois bouchons de granite

- construction des chambres de décharge et mise en place des chevrons

- abandon des conduits de ventilation de la chambre de la reine

- creusement de la partie supérieure du puits de service à travers la maçonnerie

- achèvement de la pyramide

5e phase = l’accident et ses effets immédiats
- l’accident survient : dislocation soudaine de la chambre du roi par surcharge et glissement

- évaluation des dégâts : creusement de la sape d’accès à la première chambre de décharge

- travaux de préservation : bouchage des fissures, mise en place des étais dans la chambre du roi et dans la grande galerie[15]

- recherche de la meilleure solution pour la sépulture définitive

6e phase = les funérailles
- funérailles : le roi est enseveli en un endroit aménagé à cet effet

- descente des herses et des bouchons

- évacuation des ouvriers par le puits de service

- comblement au moins partiel du couloir descendant

- fermeture de la pyramide

### Opérations menées après les funérailles
Dès l’Antiquité
L'idée que la pyramide ait été violée avant le Moyen Empire semble admise. Mais le déroulement des opérations menées par les spoliateurs, bien que très probable, reste purement conjectural,,.
- violation de la porte mobile

- déblaiement du couloir descendant

- exploration par le puits de service

- percement de la sape de contournement des bouchons

- déchaussement de la pierre de fermeture de la salle des herses

- défoncement des herses

- exploration et sape de la niche de la chambre de la reine

- récupération de tout le mobilier et des étais

Au Moyen Âge
- percée d’Al-Mamoun

Au XVIIIe siècle
- redécouverte de la sape menant à la première chambre de décharge (Davison, 1765)

Au XIXe siècle
- dégagement des couloirs et du puits (Caviglia, 1817)

- creusement de sapes dans toutes les chambres (par Vyse et Perring, principalement)

- creusement de la sape conduisant aux quatre chambres de décharge supérieures (Vyse, 1837)

- ouverture des conduits de ventilation de la chambre de la reine (Dixon, 1872)